# Ajith Kumar
Ajith Kumar (tamilski: அஜித் குமார்; ur. 1 maja 1971 w Secunderabad) – indyjski aktor, grający w filmach w języku tamilskim oraz w telugu i hindi. Zadebiutował w Prema Pustagam w 1992 (telugu), pierwszą rolę główną zagrał w filmie Amaravathi (język tamilski). Jest również kierowcą rajdowym.
Jego matka pochodzi z Tańdźawur w Tamil Nadu, a ojciec jest tamilskim braminem z Palakkad, w stanie Kerala. Wychował się w stolicy Tamil Nadu mieście Ćennaj (Madras). W 1999 związał się z aktorką Shalini, z którą grał w Amarkalam. Pobrali się w 2000 roku w Ćennaj. Na ślub zaproszeni byli m.in. znani aktorzy Kollywoodu: Kamal Hassan, R. Madhavan, Surya Sivakumar. Ajith jest wyznania hinduistycznego, a Shalini jest chrześcijanką, więc ślub odbył się w dwóch obrządkach. Shalini zrezygnowała z występowania w filmach. W 2008 roku urodziła im się córka Anoushka.

## Filmografia
| Rok  | Film                                               | Grają z nim                          | Reżyser          | Język    | Rola                       | Uwagi |
| ---- | -------------------------------------------------- | ------------------------------------ | ---------------- | -------- | -------------------------- | --- |
| 2017 | Vivegam                                            | Vivek Oberoi, Kajal Aggarwal         | Siva             | tamilski | AK (Ajay Kumar)            | |
| 2015 | Vedalam                                            | Ajithkumar, Shruti Hassan            | Siva             | tamilski | Ganesh (Vedalam)           | |
| 2015 | Yennai Arindhaal                                   | Arun Vijay, Trisha Krishnan          | Gautham Menon    | tamilski | Sathyadev                  | |
| 2014 | Veeram                                             | Tamannaah, Vidharth                  | Siva             | tamilski | Vinayagam                  | |
| 2013 | Arrambam                                           | Taapsee Pannu, Nayantara             | Vishnuvardhan    | tamilski | Ashok Kumar                | |
| 2012 | English Vinglish                                   | Sridevi, Mehdi Nebbou                | Gauri Shinde     | hindi    | pasażer samolotu           | |
| 2012 | Billa 2                                            | Parvathy Omanakuttan, Bruna Abdullah | Chakri Toleti    | tamilski | David Billa                | |
| 2011 | Mankatha                                           | Arjun Sarja, Trisha Krishnan         | Venkat Prabhu    | tamilski | Vinayak Mahadev            | |
| 2010 | Asal                                               | Sameera Reddy, Bhavana               | Saran            | tamilski | Jeevanandham, Shiva        | scenarzysta |
| 2008 | Aegan                                              | Nayantara, Navdeep                   | Raju Sundaram    | tamilski | Shiva                      | |
| 2007 | Billa                                              | Nayantara, Namitha                   | Vishnuvardhan    | tamilski | David Billa, Saravana Velu | Blockbuster |
| 2007 | Kireedam                                           | Trisha Krishnan                      | Vijay Anand      | tamilski | Sakthivel                  | remake z filmu w języku malajalam Mohanlala Kireedam                                                                            |
| 2007 | Aalwar                                             | Asin, Keerthi Chawla                 | Chella           | Tamilski | Shiva                      | dubbing w telugu pt. Avatarudu                                                                                                  |
| 2006 | Varalaru                                           | Asin, Kanika                         | K.S. Ravikumar   | tamilski | Shivshankar, Vishnu, Jeeva | Nagroda Filmfare dla Najlepszego Aktora (tamilski)                                                                              |
| 2006 | Thirupathi                                         | Sadha                                | Perarasu         | tamilski | Thirupathi                 | dubbing w telugu pt. Telugu Tirupathi                                                                                           |
| 2006 | Paramasivan                                        | Laila, Rahasya                       | P. Vasu          | tamilski | Paramasivan                | remake of bollywoodzkiego filmu Kartoos,dubbing w telugu pt. Paramasivam                                                        |
| 2005 | Ji                                                 | Trisha                               | N. Linguswamy    | tamilski | Vasu                       | dubbing w telugu pt. Ji |
| 2004 | Attagasam                                          | Pooja                                | Saran            | Tamilski | Guru, Jeeva                | |
| 2004 | Jana                                               | Sneha                                | Shaji Kailas     | tamilski | Jana                       | dubbing w telugu pt. Rowdy Don                                                                                                  |
| 2003 | Anjaneya                                           | Meera Jasmine                        | Maharajan        | tamilski | Paramaguru                 | dubbing w telugu pt.Aacharyam                                                                                                   |
| 2003 | Ennai Thalatta Varuvala                            | Reshma                               | KS Ravindran     | tamilski | Satish                     | gościnnie |
| 2002 | Villain                                            | Kiran Rathod, Meena                  | K.S. Ravikumar   | tamilski | Shiva, Vishnu              | Nagroda Filmfare dla Najlepszego Aktora (tamilski)                                                                              |
| 2002 | Raja                                               | Jyothika, Priyanka Trivedi, Manthra  | Ezhil            | tamilski | Raja                       | dubbing w telugu pt. Nuvvu Naaku Kavali                                                                                         |
| 2002 | Red                                                | Priya Gill                           | Ram Sathya       | tamilski | Red                        | |
| 2001 | Aśoka Wielki                                       | Shah Rukh Khan Kareena Kapoor        | Santosh Sivan    | hindi    | Suseema                    | gościnnie dubbing w tamilskim pt. Samrat Ashoka                                                                                 |
| 2001 | Poovellam Un Vasam                                 | Jyothika, Yukta Mukhi                | Ezhil            | tamilski | Chinna                     | Special Actor State Award in 2004                                                                                               |
| 2001 | Citizen                                            | Vasundhara Das, Meena, Nagma         | Saravana Subayah | tamilski | Citizen/Subramani          | dubbing w telugu pt. Citizen |
| 2001 | Dheena                                             | Laila, Nagma                         | A.R. Murugadoss  | tamilski | Dheena                     | |
| 2000 | Unnai Kodu Ennai Tharuven                          | Simran, Suhasini                     | Kavee Kalidas    | tamilski | Surya                      | |
| 2000 | Rozważne i romantyczne (Kandukondain Kandukondain) | Aishwarya Rai, Tabu, Pooja Batra     | Rajeev Menon     | tamilski | Manohar                    | Nagroda Filmfare dla Najlepszego Aktora Drugoplanowego(tamilski) dubbing w telugu pt.Priyuralu Pilichindi                       |
| 2000 | Mugavari                                           | Jyothika                             | Durai            | tamilski | Sridhar                    | Cinema Express – Best Artist Award dubbing w telugu pt. Chirunama                                                               |
| 1999 | Amarkalam                                          | Shalini                              | Saran            | tamilski | Vasu                       | dubbing w telugu pt.Adhbutam |
| 1999 | Nee Varuvai Ena                                    | Devayani                             | Rajakumaran      | tamilski | Subramani                  | gościnnie |
| 1999 | Anandha Poongatre                                  | Meena, Malavika, Bhanupriya          | Raj Kapoor       | tamilski | Jeeva                      | |
| 1999 | Vaali                                              | Simran                               | S.J. Suryah      | tamilski | Shiva, Deva                | Nagroda Filmfare dla Najlepszego Aktora(tamilski) Dinakaran Cinema Award dubbing w hindi pt. Vaalee, dubbing w telugu pt. Vaale |
| 1999 | Unnai Thedi                                        | Malavika, Swathi, Kushboo            | Sundar C         | tamilski | Raghu                      | dubbing w telugu pt. Premato Pilicha                                                                                            |
| 1999 | Thodarum                                           | Devayani, Heera                      | Ramesh Khanna    | tamilski | Anand                      | |
| 1998 | Uyirodu Uyiraga                                    | Richa                                | Sushma           | tamilski | Shiva                      | |
| 1998 | Unnidathil Ennai Koduthen                          | Roja                                 | Vikraman         | tamilski | Sanjay                     | gościnnie |
| 1998 | Aval Varuvala                                      | Simran                               | Raj Kapoor       | tamilski | Jeeva                      | |
| 1998 | Kadhal Mannan                                      | Manu                                 | Saran            | tamilski | Shiva                      | |
| 1997 | Rettai Jadai Vayasu                                | Manthra                              | Sivakumar        | tamilski | Vijay                      | |
| 1997 | Pagaivan                                           | Reshma                               | T.Rajasekar      | Tamilski | Prabhu                     | gościnnie |
| 1997 | Ullasam                                            | Maheshwari                           | JD-Jerry         | tamilski | Guru                       | dubbing w telugu pt. Ullasam |
| 1997 | Raasi                                              | Rambha                               | Muraliappas      | tamilski | Kumar                      | |
| 1997 | Nesam                                              | Maheshwari                           | Narayan          | tamilski | Nathan                     | |
| 1996 | Kadhal Kottai                                      | Devayani, Heera                      | Agathiyan        | tamilski | Surya                      | dubbing w telugu pt. Prema Lekha : National Award dla najlepszego reżysera                                                      |
| 1996 | Minor Maappillaigal                                | Anjala Zhaveri                       | A.Manohar        | tamilski | Sunil                      | gościnnie |
| 1996 | Kalloori Vaasal                                    | Pooja Bhatt, Devayani                | Pavithran        | tamilski | Vijay                      | dubbing w telugu pt. College Gate                                                                                               |
| 1996 | Vaanmathi                                          | Swathi                               | Agathiyan        | tamilski | Sunil                      | |
| 1995 | Aasai                                              | Suvalakshmi                          | Vasanth          | tamilski | Jeeva                      | : Nagroda Filmfare dla Najlepszego Filmu(Tamilski) dubbing w telugu pt. Aasa Aasa Aasa                                          |
| 1995 | Rajavin Parvaiyile(co-star)                        | Vijay, Suvalakshmi                   | Manmohan         | tamilski | Jithan                     | dubbing w telugu pt. Yuva Raktam                                                                                                |
| 1994 | Pavithra                                           | Keerthana                            | Nitin            | tamilski | Ashok                      | dubbing w telugu pt. Pavithra                                                                                                   |
| 1994 | Paasamalargal                                      | Revathi                              | Ramesh Kumar     | tamilski | Kumar                      | gościnnie |
| 1993 | Amaravathi                                         | Sanghavi                             | Ramesh Kumar     | Tamilski | Kumar                      | |
| 1992 | Prema Pustagam                                     | Thangana                             | Pawan            | telugu   | Siddhatha                  | Nagroda za Najlepszy Debiut Bharatmuni Art Academy                                                                              |

## Wyniki w Formule 2
| Sezon | Zespół            | Samochód       | Wyniki w poszczególnych eliminacjach | Wyniki w poszczególnych eliminacjach | Wyniki w poszczególnych eliminacjach | Wyniki w poszczególnych eliminacjach | Wyniki w poszczególnych eliminacjach | Wyniki w poszczególnych eliminacjach | Wyniki w poszczególnych eliminacjach | Wyniki w poszczególnych eliminacjach | Wyniki w poszczególnych eliminacjach | Wyniki w poszczególnych eliminacjach | Wyniki w poszczególnych eliminacjach | Wyniki w poszczególnych eliminacjach | Wyniki w poszczególnych eliminacjach | Wyniki w poszczególnych eliminacjach | Wyniki w poszczególnych eliminacjach | Wyniki w poszczególnych eliminacjach | Wyniki w poszczególnych eliminacjach | Wyniki w poszczególnych eliminacjach | Punkty | Pozycja |
| ----- | ----------------- | -------------- | ------------------------------------ | ------------------------------------ | ------------------------------------ | ------------------------------------ | ------------------------------------ | ------------------------------------ | ------------------------------------ | ------------------------------------ | ------------------------------------ | ------------------------------------ | ------------------------------------ | ------------------------------------ | ------------------------------------ | ------------------------------------ | ------------------------------------ | ------------------------------------ | ------------------------------------ | ------------------------------------ | ------ | ------- |
| 2010  | MotorSport Vision | Williams JPH1B | SIL1                                 | SIL2                                 | MAR1                                 | MAR2                                 | MON1                                 | MON2                                 | ZOL1                                 | ZOL2                                 | ALG1                                 | ALG2                                 | BRH1                                 | BRH2                                 | BRN1                                 | BRN2                                 | OSC1                                 | OSC2                                 | VAL1                                 | VAL2                                 | 0      | 24      |
| 2010  | MotorSport Vision | Williams JPH1B | 18                                   | 18                                   | 13                                   | 13                                   | 14                                   | 15                                   |                                      |                                      |                                      |                                      |                                      |                                      |                                      |                                      |                                      |                                      |                                      |                                      | 0      | 24      |